# Lijst van oorlogsmonumenten in Oirschot
De Nederlandse gemeente Oirschot heeft vijf oorlogsmonumenten. Hieronder een overzicht.
| Nr.  | Object                        | Herdachte groep                                    | Ontwerper                         | Onthulling      | Type            | Locatie                | Plaats      | Coördinaten                   | Foto |
| ---- | ----------------------------- | -------------------------------------------------- | --------------------------------- | --------------- | --------------- | ---------------------- | ----------- | ----------------------------- | ---- |
| 2467 | Gedenkramen in de Heilige Eik | burgerslachtoffers                                 | Jacques Slegers                   | 30 oktober 1983 | glas-in-lood    | Proosbroekweg, 5688 JH | Oirschot    | 51° 30' 5" NB, 5° 16' 32" OL  |      |
| 2468 | Gevelsteen                    | algemeen                                           |                                   | 21 juli 1953    | gedenksteen     | Doornboomplein, 5091   | Middelbeers | 51° 28' 3" NB, 5° 14' 60" OL  |      |
| 2469 | Herdenkingsmonument           | burgerslachtoffers                                 | Niel Steenbergen                  | 7 augustus 1956 | beeld/sculptuur |                        | Oostelbeers | 51° 28' 20" NB, 5° 16' 10" OL |      |
| 2931 | Oorlogsmonument               | algemeen                                           | Louis de Kok                      | 2 oktober 1994  | beeld/sculptuur | Doornboomplein, 5091   | Middelbeers | 51° 29' 25" NB, 5° 8' 10" OL  |      |
| 3340 | Bevrijdingsmonument           | algemeen, geallieerde militairen, verzet Nederland | Jan Meynard van Emst (08-02-1948) | 24 oktober 2009 | beeld/sculptuur | De Drossaard, 5688     | Oirschot    | 51° 30' 15" NB, 5° 19' 8" OL  |      |

Alphen-Chaam ·
Altena ·
Asten ·
Baarle-Nassau ·
Bergeijk ·
Bergen op Zoom ·
Bernheze ·
Best ·
Bladel ·
Boekel ·
Boxtel ·
Breda ·
Cranendonck ·
Deurne ·
Dongen ·
Drimmelen ·
Eersel ·
Eindhoven ·
Etten-Leur ·
Geertruidenberg ·
Geldrop-Mierlo ·
Gemert-Bakel ·
Gilze en Rijen ·
Goirle ·
Halderberge ·
Heeze-Leende ·
Helmond ·
's-Hertogenbosch ·
Heusden ·
Hilvarenbeek ·
Laarbeek ·
Land van Cuijk ·
Loon op Zand ·
Maashorst ·
Meierijstad ·
Moerdijk ·
Nuenen, Gerwen en Nederwetten ·
Oirschot ·
Oisterwijk ·
Oosterhout ·
Oss ·
Reusel-De Mierden ·
Roosendaal ·
Rucphen ·
Sint-Michielsgestel ·
Someren ·
Son en Breugel ·
Steenbergen ·
Tilburg ·
Valkenswaard ·
Veldhoven ·
Vught ·
Waalre ·
Waalwijk ·
Woensdrecht ·
Zundert